# Algierskie filmy zgłoszone do rywalizacji o Oscara w kategorii filmu nieanglojęzycznego

## Lista filmów
| Rok (ceremonia) | Polski tytuł           | Angielski tytuł                | Tytuł oryginalny                           | Reżyser                 | Rezultat       |
| --------------- | ---------------------- | ------------------------------ | ------------------------------------------ | ----------------------- | -------------- |
| 1969 (42.)      | Z                      | Z                              | Z                                          | Costa Gavras            | Wygrana        |
| 1975 (48.)      | Kronika lat pożogi     | Chronicle of the Years of Fire | Ahdat sanawovach el-djamr وقائع سنين الجمر | Mohammed Lakhdar-Hamina | Brak nominacji |
| 1982 (55.)      | Burza piaskowa         | Sandstorm                      | Vent de sable                              | Mohammed Lakhdar-Hamina | Brak nominacji |
| 1983 (56.)      | Bal                    | The Ball                       | Le bal                                     | Ettore Scola            | Nominacja      |
| 1987 (60.)      | Ostatni obraz          | The Last Image                 | La dernière image                          | Mohammed Lakhdar-Hamina | Brak nominacji |
| 1991 (64.)      | Cheb                   | Cheb                           | Cheb                                       | Rachid Bouchareb        | Brak nominacji |
| 1994 (67.)      | Październik w Algierze | Autumn: October in Algiers     | Automne... Octobre à Alger                 | Malik Lakhdar-Hamina    | Brak nominacji |
| 1995 (68.)      | Pył życia              | Dust of Life                   | Poussières de vie                          | Rachid Bouchareb        | Nominacja      |
| 1996 (69.)      | Cześć, kuzynie!        | Salut cousin!                  | Salut cousin!                              | Merzak Allouache        | Brak nominacji |
| 2000 (73.)      | Mały Senegal           | Little Senegal                 | Little Senegal                             | Rachid Bouchareb        | Brak nominacji |
| 2001 (74.)      | Inch'Allah niedzielo   | Inch'Allah dimanche            | Inch'Allah dimanche                        | Yamina Benguigui        | Brak nominacji |
| 2002 (75.)      | Rachida                | Rachida                        | Rachida                                    | Yamina Bachir Chouikh   | Brak nominacji |
| 2006 (79.)      | Dni chwały             | Days of Glory                  | Indigènes إنديجان                          | Rachid Bouchareb        | Nominacja      |
| 2008 (81.)      | Maskarady              | Masquerades                    | Mascarades مسخرة                           | Lyes Salem              | Brak nominacji |
| 2010 (83.)      | Ponad prawem           | Outside the Law                | Hors-la-loi                                | Rachid Bouchareb        | Nominacja      |